# Kościół św. Doroty w Dusznie
Kościół świętej Doroty – rzymskokatolicki kościół parafialny należący do parafii pod tym samym wezwaniem (dekanat trzemeszeński archidiecezji gnieźnieńskiej).

## Historia i architektura
Jest to świątynia wzniesiona w 1865 roku z cegły w stylu neogotyckim i orientowana. Budowla jest jednonawowa i posiada węższe i niższe prezbiterium. Okna i wejścia są zamknięte półkoliście. Budowlę nakrywa dach dwuspadowy, pokryty dachówką, nad nawą jest umieszczona wieżyczka na sygnaturkę z latarnią. Ołtarz główny w stylu regencyjnym pochodzi z 1730 roku, ołtarze boczne w stylu rokokowy-klasycystycznym powstały w XVIII wieku, rzeźby Świętych Apostołów Piotra i Pawła zostały wykonane około 1730 roku, krucyfiks procesyjny oraz krzyż ołtarzowy reprezentują styl barokowy, dzwony pochodzą z XVIII wieku.

## Galeria

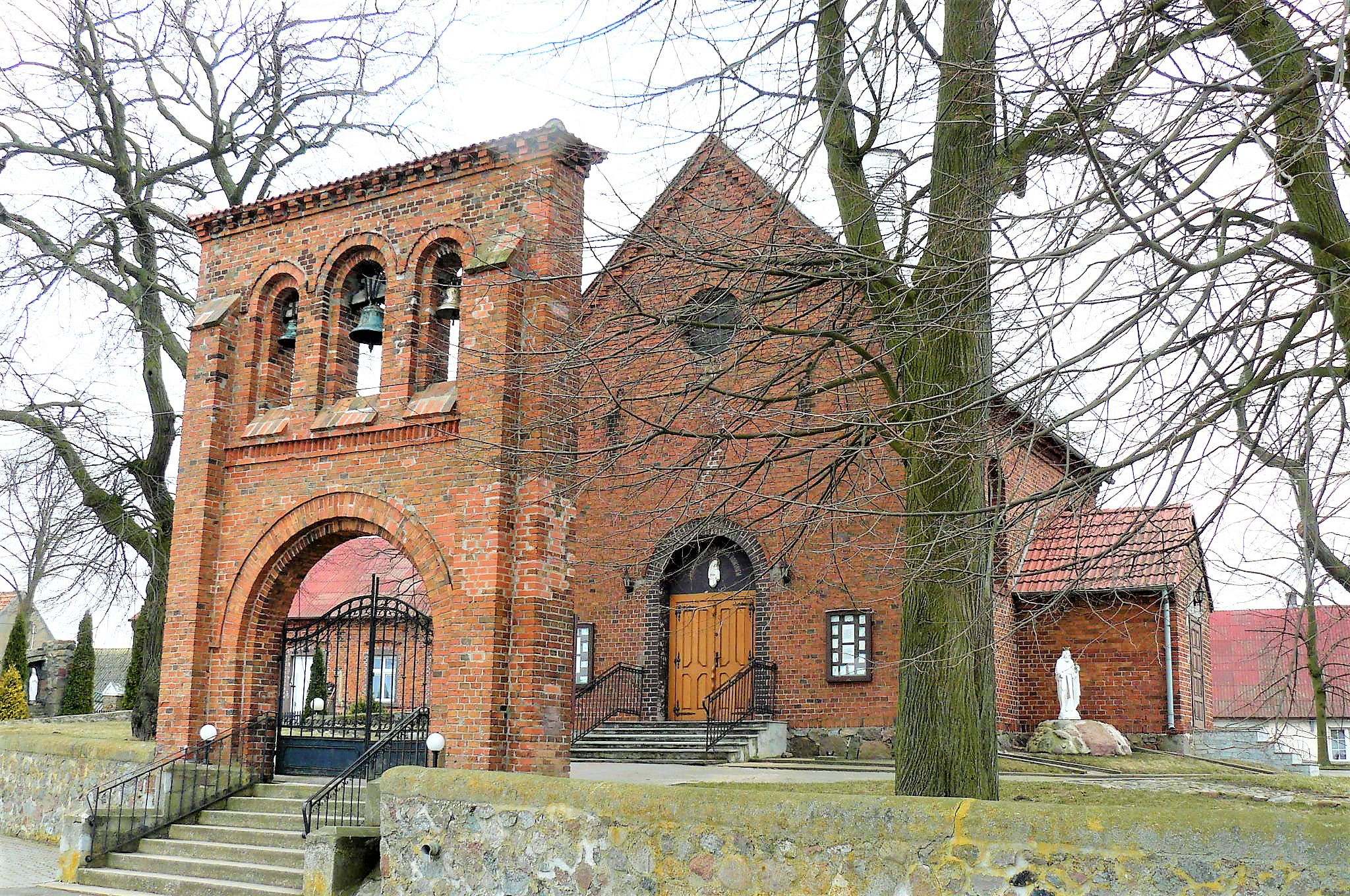
Elewacja frontowa z dzwonnicą
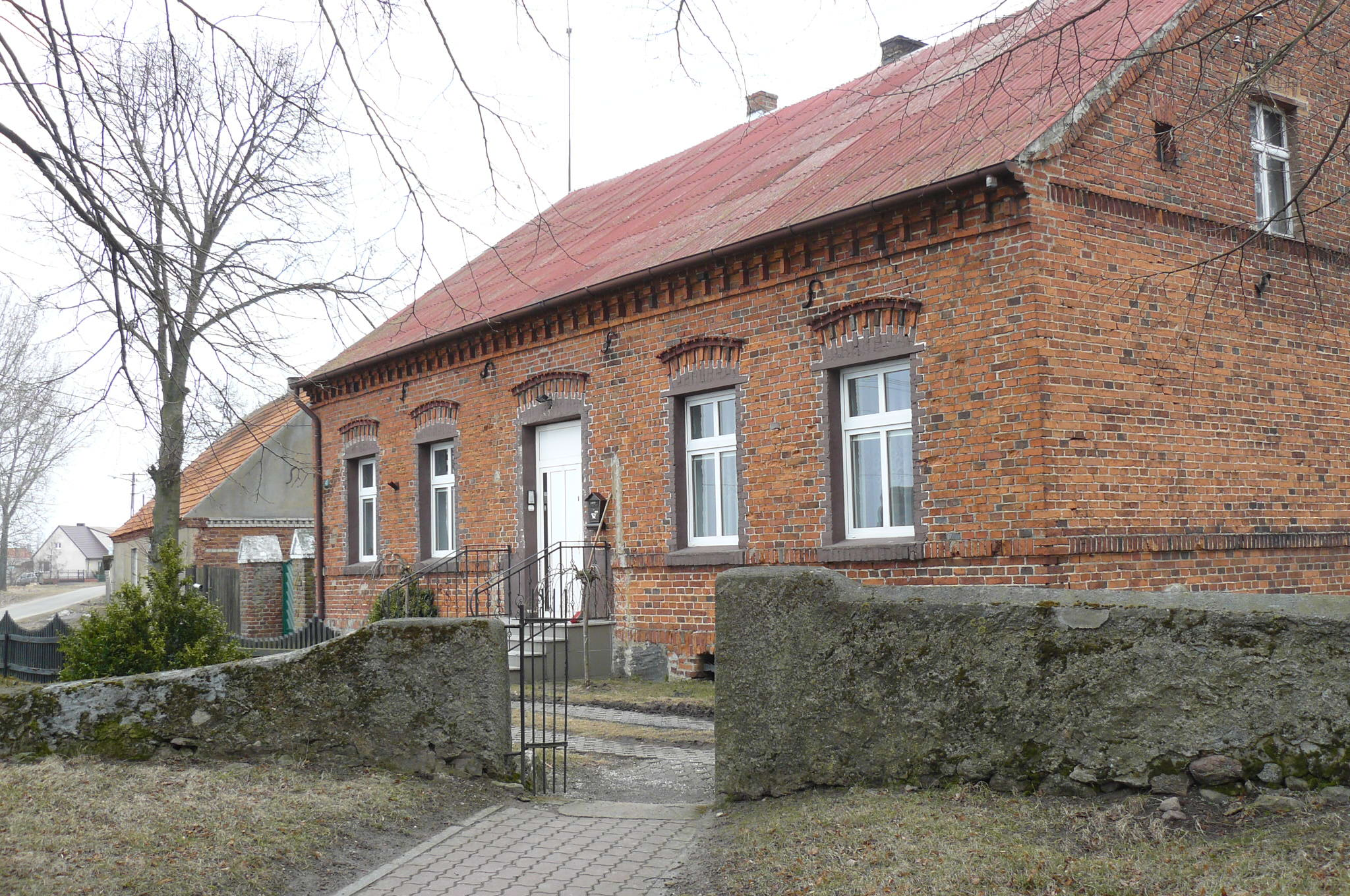
Plebania